# 2019冠狀病毒病新加坡疫情時間線
本文展示2019冠狀病毒病新加坡疫情的詳細確診個案時間線。

## 確診個案
2020年1月4日，新加坡卫生部公佈一名曾到訪武漢市的3歲女童出現疑似不明肺炎個案。新加坡卫生部2020年1月5日傍晚发文告说，前一日的3岁女童已经证实与新型冠状病毒无关，对SARS、中東呼吸綜合症亦呈阴性反应。该名女童感染的是在儿童呼吸道感染中常见的呼吸管道合胞病毒（respiratory syncytial virus）。
1月23日，新加坡第1宗確診個案，一名來自武漢的66歲男性旅客在新加坡被確診為新型冠状病毒肺炎，患者與另外9名旅客抵達新加坡，並入住香格里拉聖淘沙渡假酒店。同行尚有一名女旅客對病毒測試初步呈陽性反應。
1月24日，通報多2宗確診個案，以上男性旅客37歲的兒子及以上女旅客確診，累計個案增至3宗。在44宗懷疑個案中，3宗確診，13宗無關，28宗檢測中。
1月26日，新加坡新增1例确诊，累计达4例。患者為36歲中國武漢居民，22日抵達新加坡，住在悦乐圣淘沙酒店，報稱翌日咳嗽，24日往盛港综合医院求診被隔離，25日晚間確診。
1月27日，新加坡新增1例确诊，累计达5例。患者為56歲中國武漢居民，女性，18日抵達新加坡，住在锡兰路，24日有症狀，26日送院被隔離，27日確診。
1月28日，新加坡新增2例确诊，累计达7例。患者為56歲男性及35歲男性，均為中國武漢居民。56歲患者19日抵達新加坡，住在白沙林，25日有咳嗽，26日求診；35歲患者23日抵達新加坡，住在滨海湾金沙酒店，24日有症狀並就診。均為27日晚間確診。
1月29日，新加坡新增3例确诊，累计达10例。患者全部是中國公民，2人是56歲夫婦，19日從武漢前往新加坡，住在罗弄榴槤，24日發症，前往陈笃生医院就診；另一人是56歲男子，20日入國，21日有症狀，28日在滨海南码头查出體溫不正常送院，之前住在貨船上。
1月30日，新加坡新增3例确诊，累计达13例。其中31歲女性是第4宗個案的旅伴，26日開始隔離，翌日出現肺炎症狀，29日晚確診；37歲女性22日抵達新加坡，26日有肺炎症狀，29日就診，同日晚確診；73歲女性21日抵達新加坡，30日下午確診。
1月31日，新加坡新增3例确诊，累计达16例。包括首宗新加坡公民確診。其中31歲中國男性在新加坡工作，26日抵達新加坡，28日發病，30日就診，當晚確診；47歲新加坡女性曾去武漢旅遊，30日被政府撤僑，登機時無症狀，落機後發燒送院隔離，31日下午確診；38歲中國男性22日抵達新加坡，31日下午確診。
2月1日，新加坡新增2例确诊，累计达18例。其中1人是47歲女性，新加坡籍，1月30日從武漢撤僑旅客之一，航班上無症狀，落機後發燒送院，31日晚間確診；另1人是曾到過武漢的31歲中國女子，22日從武漢到新加坡，2月1日確診。
2月4日，新加坡新增6名確診案例，累計共有24例，今日新病例中，其中4人在藥妝店工作（永泰行），曾經接觸過來自中國的遊客，是新加坡首見本土人傳人案例。
2月5日，新加坡衛生部宣布該國又增加4名確診病例，其中1人是僅6個月大的嬰兒，目前新加坡累計確診人數來到28例。
2月6日，新加坡新增2例確診，累計確診30例。其中1例是27歲的新加坡男子，他於上月下旬參加了一個商務會議，該會議後已經有多人在返回各國家後確診。另1例是41歲的新加坡男子，他沒有到中國的旅行史，也沒有與中國旅客有過直接接觸，他的感染過程還在調查中。
2月7日，新加坡新增3例确诊，累计达33例。其中1名患者是维多利亚初级学院女教师，去过樟宜机场和动物园。由于新增的3例都是本土感染，因此新加坡政府把疾病爆發应对系统提升到了橙色等级。
2月8日，新加坡新增7例确诊，累计达40例。其中2名患者分别是出租车司机以及私召车司机。64岁的出租车司机近期未曾到访中国大陆，1月30日出现症状后隔日至医院就诊，2月7日下午确诊感染。私召车司机为53岁的新加坡公民，近期未曾到访中国大陆。1月30日出现症状后分别于2月1日和3日至两家综合诊疗所就诊，2月7日确诊。
2月9日，新加坡新增3例確診，累計達43例。分別是71歲新加坡男性、54歲新加坡男性和39歲孟加拉男性，這3人在發病後都曾數度求診，但未被發現感染新型冠状病毒。3人均未曾到過中國，應屬新加坡本土感染病例，新加坡統計已有22宗本土病例，包括3起群聚感染的事件。
2月10日，新加坡新增2例確診，累計達45例。分別37歲的新加坡公民，近期沒有去過中國的旅行記錄。目前，他在邱德拔医院(英語：Khoo Teck Puat Hospital)的隔離室裡被監護，另外一名2歲的新加坡公民女性，她於1月30日從武漢撤離。登機時她沒有任何症狀，降落在新加坡時被隔離。根據初步檢查結果，她於2月7日被轉診到竹腳婦女兒童醫院（KKH），並立即被隔離。隨後她於2月10日早上被確認患有2019-nCoV感染。
2月11日，新加坡新增2例確診，累計共47例。新增兩起病例一為孟加拉移工，一為在賭場工作的新加坡人，皆為本土感染個案。另一方面，新加坡今天有兩起確診病患出院，其中第17例是上個月30號從武漢撤回的僑民，第36例則是在君悅酒店參加公司會議而「中鏢」的新加坡人。新加坡47例中有25人屬本土感染，至今共有9人出院。
2月12日，新加坡新增3例確診，累計共50例。新病例其中一人是星展銀行的員工，另兩人是神召會恩典堂的教會成員。新加坡當局表示，今有6名確診出院，至今已有15人康復。
2月13日，新加坡新增8例確診，累計共58例。第51例是一名48歲的新加坡公民，近期沒有去過中國的旅行記錄。他目前在國家傳染病中心（NCID）的隔離室裡被監護。他與上帝恩典大會上的一群人有聯繫。他於2月4日報告症狀發作，並於2月5日和2月10日在全科醫生診所尋求治療。他於2月11日去了NCID，隨後的檢查結果於2月12日下午證實了COVID-19感染。第52例是一名37歲的孟加拉國男性，是新加坡工作准證持有人，並且最近沒有前往中國的旅行記錄。他目前在NCID的隔離室裡被監護。他與實里達航空公園地施工現場的集群有關。他報告了2月7日的症狀發作。由於他被確定是第42和第47例病例的密切接觸者，他於2月11日被一輛救護車運送到陳篤生醫院。隨後的測試結果證實2月12日下午感染了COVID-19。第53例是一名54歲的男性新加坡公民，最近沒有去過中國的旅行記錄。他目前在NCID的隔離室裡被監護。他與上帝恩典大會上的一群人有聯繫。第54例（54歲的新加坡公民女性），第57例（26歲的男性新加坡公民）和第58例（55歲的男性新加坡公民）與上帝恩典大會上的一群人有聯繫。這三起案件均沒有近期到中國的旅行歷史。他們於2月13日早晨被確認感染了COVID-19，目前正被送往NCID的隔離室。第55例是一名30歲的男性新加坡公民，最近沒有去過中國的旅行史。他於2月13日早晨被確認感染了COVID-19，目前正被送往NCID的隔離室。他是Case 50的家庭成員。第56例是一名30歲的孟加拉國男性，近期沒有前往中國的旅行史。他於2月13日早晨被確認感染了COVID-19，目前正被送往NCID的隔離室。他與實里達航空公園地施工現場的集群有關。
2月14日，新加坡宣布新增9例確診，累計達67例，其中有6人是「神召會恩典堂」（Grace Assembly of God Church）成員，本周三有兩名確診案例分屬該教會兩個教區，昨再增5名教會人士，今天又加6人，包括一名牧師。今天另一起確診病例是新加坡國家自來水局員工，自來水局說，他是辦公室行政人員，已安排與他一起上班的70名員工暫離辦公室消毒。
2月15日，增5確診病例，累計達72例，其中3人與「神召會恩典堂」成員有關連，是昨天1名新增病例的家人與接觸者。第4人是孟加拉移工，他與日前確診的孟加拉移工在同一工地工作，另有一人是在新加坡工作的中國籍男性，曾接觸過新加坡第59例病患。新加坡目前有5個感染群，包括新加坡基督生命堂、永泰行、君悅酒店的國際會議、實里達航空嶺工地與神召會恩典堂，其中神召會恩典堂相關病例已有16起。
2月16日，又多出3起確診個案，累計達75例。其中第73例（43歲軍人）與74例（29歲男性）跟「神召會恩典堂」有關連，第75例（71歲女性）則與新加坡第41例確診有關連。新加坡國內至少有5個群聚感染。

2月17日，增加2起确诊个案，累计达77例。第76例（1岁男童）于2月9日撤侨返回新加坡后隔离观察，2月16日下午确诊。目前在KK妇幼儿童医院接受治疗。第77例（35岁男性）则与新加坡第50例确诊有关联，与2月17日上午确诊。目前在新加坡国家传染病中心接受治疗。另宣布5人于今日痊愈出院。
2月18日，增加4起确诊个案，累计达81例。第79例為第72例之家庭成員；其餘三例與跟「神召會恩典堂」有關連。另宣布5人于今日痊愈出院。
2月19日，增加3起确诊个案，累计达84例。第82例先前因登革熱住院；其餘二例分別與跟「神召會恩典堂」、「基督生命堂」有關連。另宣布5人于今日痊愈出院。
2月20日，增加1起确诊个案，累计达85例。惟本病例源頭不明。另宣布3人于今日痊愈出院。
2月21日，增加1起确诊个案，累计达86例。本病例與第82例有關聯。另宣布10人于今日痊愈出院。
2月22日，增加3起确诊个案，累计达89例。第87例為自武漢返回新加坡包機之乘客，第88例與「神召會恩典堂」有關連，惟第89例源頭不明。另宣布2人于今日痊愈出院。
2月23日，无新增确诊个案，2人痊愈出院。
2月27日，新增3個個案，4人痊癒出院。
2月28日，新加坡新增2宗个案，3人痊愈出院。
2月29日，新加坡新增4宗个案，3人痊愈出院。
3月1日，新加坡新增4宗个案，2人痊愈出院。
3月2日，新加坡新增2宗个案，4人痊愈出院。
3月3日，新加坡新增2宗个案。
3月4日，新加坡新增2宗个案，1人痊愈出院。
3月5日，新加坡新增5宗个案，2人痊愈出院。
3月6日，新加坡新增13宗个案，1人痊愈出院。
3月7日，新加坡新增8宗个案，8人痊愈出院。
3月8日，新加坡新增12宗个案。
3月9日，新加坡新增10宗个案，3人痊愈出院。
3月10日，新加坡新增6宗个案。
3月11日，新加坡新增12宗个案，3人痊愈出院。
3月12日，新加坡新增9宗个案。
3月13日，新加坡新增13宗个案，1人痊愈出院。
3月14日，新加坡新增12宗个案，8人痊愈出院。
3月15日，新加坡新增14宗个案。
3月16日，新加坡新增17宗个案，4人痊愈出院。
3月17日，新加坡新增23宗个案，5人痊愈出院。
3月18日，新加坡新增47宗个案，3人痊愈出院。
3月19日，新加坡新增32宗个案，7人痊愈出院。
3月20日，新加坡新增40宗个案，7人痊愈出院。其中有30宗为境外输入性个案，多數曾造訪英國。
3月21日，新加坡首次出现兩宗新冠肺炎死亡病例，其中一人是75歲的新加坡女性公民，另一人是64歲的印尼籍男性。当日新报告47宗个案，9人痊愈出院。
3月22日，新加坡新增23宗个案（18宗为境外输入个案），4人痊愈出院。
3月23日，新加坡新增54宗个案（48宗为境外输入个案），8人痊愈出院。
3月29日，新加坡新增一宗死亡病例，为70歲男子，成为新加坡第三例確診新冠肺炎的死亡病例。
从3月开始，新加坡新冠肺炎病例急速增加，本土病例增幅遠超境外移入。以4月9日为例，新增287起病例中，僅3起是境外移入，其餘都是本土病例，其中更有202起與外籍勞工宿舍群聚感染有關。